# O Gud, behåll oss vid ditt ord
O Gud, behåll oss vid ditt ord är en tysk psalm, Erhalt uns HERR bey deinem Wort, med fem verser skrivna av Martin Luther, översatt av Olaus Petri till den svenska psalmen Bewara oss Gudh vti tijn Ord.
Inledningsorden 1650 är:
Bewara oss Gudh i tijn Ord
Slå nidh Påwens och Turckens Mord
Melodin är en tonsättning av Martin Luther från 1542. Enligt 1697 års koralbok används samma melodi till psalmen O Gudh rijk af barmhertighet (1695 nr 197). Koralen används numera till Behåll oss vid ditt rena ord (1986 nr 373). Enligt Koralbok för Nya psalmer, 1921 används istället den ursprungliga melodin till psalmen Ack, bliv hos oss, o Jesu Krist (1695 nr 229 eller 1819 nr 120 eller 1937 nr 175) från 1697.

## Publicerad i
- Göteborgspsalmboken med inledningen Bewara oss Gudh i tijn Ord under rubriken "Om Gudz Ord och Försambling".[1]
- 1695 års psalmbok som nummer 295 under rubriken "Böne-Psalmar".
- Nya psalmer 1921, tillägget till 1819 års psalmbok, som nr 552, under rubriken "Kyrkan och nådemedlen: Guds ord".
- Luthersk psalmbok, 1996, som nummer 760 med titelraden "Håll oss, o Herre, vid ditt ord".